# Platygaster mandrakae
Platygaster mandrakae är en stekelart som beskrevs av Jean Risbec 1955. Platygaster mandrakae ingår i släktet Platygaster och familjen gallmyggesteklar. Inga underarter finns listade i Catalogue of Life.